# بينيلوبي فورد
بينيلوبي فورد هي مصارعة محترفة أمريكية ولدت في 14 سبتمبر 1992، تعمل حالياً في آول إليت ريسلينغ.

## روابط خارجية
- بينيلوبي فورد على موقع WrestlingData.com (الإنجليزية)
- بينيلوبي فورد على موقع CageMatch worker (الإنجليزية)
- بينيلوبي فورد على موقع قاعدة بيانات المصارعة على الإنترنت (الإنجليزية)
- بينيلوبي فورد على موقع عالم المصارعة على الإنترنت (الإنجليزية)